# Мемориал Банникова
Мемориал Виктора Банникова — ежегодное футбольное соревнование для юношеских сборных, проходящее на Украине. Носит имя вратаря сборной СССР и первого президента Федерации футбола Украины Виктора Банникова (1938—2001). Основано в 1998 году как соревнование юношеских команд украинских клубов, в первом турнире участвовали 12 команд. Победителями стали клубы АТЕК и киевское «Динамо». В следующем году в турнире приняли участие 16 клубов из разных стран, с 2002 года здесь выступают только юношеские сборные.
В 2014 году турнир был отменён в связи с отказом участников соревнований ехать на Украину из-за нестабильной ситуации в стране.
В 2015 году турнир был отменён в связи с отказом большинства приглашенных участников прибыть в Киев. Готовой приехать на Украину оказалась только сборная Латвии.

## Все выступления
| Год  | Чемпион        | Вице-чемпион    | Третий призёр   | Четвёртое место   |                |
| ---- | -------------- | --------------- | --------------- | ----------------- | -------------- |
| 2002 | Польша (U-17)  | Россия (U-17)   | Украина (U-17)  | Белоруссия (U-17) |                |
| 2003 | Украина (U-17) | Словакия (U-17) | Турция (U-17)   | Россия (U-17)     |                |
| 2004 | Турция (U-17)  | Украина (U-17)  | Словакия (U-17) | Чехия (U-17)      |                |
| 2005 | Украина (U-16) | Турция (U-16)   | Россия (U-16)   | Бельгия (U-16)    |                |
| 2006 | Украина (U-16) | Польша (U-16)   | Италия (U-16)   | Турция (U-16)     |                |
| 2007 | Турция (U-16)  | Украина (U-16)  | Словакия (U-16) | США (U-16)        |                |
| 2008 | Италия (U-16)  | Польша (U-16)   | Япония (U-16)   | Россия (U-16)     |                |
| 2009 | Сербия (U-16)  | Турция (U-16)   | Украина (U-16)  | Польша (U-16)     |                |
| 2010 | Чехия (U-16)   | Сербия (U-16)   | Украина (U-16)  | Турция (U-16)     |                |
| 2011 | Украина (U-16) | Россия (U-16)   | Сербия (U-16)   | Турция (U-16)     |                |
| 2012 | Украина (U-16) | Россия (U-16)   | Турция (U-16)   | Сербия (U-16)     |                |
| 2013 | Турция (U-16)  | Россия (U-16)   | Украина (U-16)  | Сербия (U-16)     |                |
| 2014 | Не проводился. | Не проводился.  | Не проводился.  | Не проводился.    | Не проводился. |
| 2015 | Не проводился. | Не проводился.  | Не проводился.  | Не проводился.    | Не проводился. |
| 2016 | Грузия (U-16)  | Израиль (U-16)  | Сербия (U-16)   | Латвия (U-16)     |                |
| 2017 | Грузия (U-16)  | Израиль (U-16)  | Украина (U-16)  | Словакия (U-16)   |                |

## Формат турнира
На первом этапе команды методом жеребьевки распределяются в две группы по 4 команды где играют в один круг по системе каждый с каждым. На втором этапе победители групп разыгрывают 1-2 место, вторые места в группе разыгрывают 3-4 место, команды которые заняли третье место в группе, разыгрывают 5-6 место и команды которые заняли четвёртое место в группе разыгрывают 7-8 место.

## Формат матча
Матч длиться в формате два равных тайма по 40 минут, перерыв между таймами 15 минут. 
В матчах за итоговое места в случаи ничьи пробивается серия пенальти. 
Количество замен не ограниченное. Матч обслуживает бригада арбитров 4 человека, главный судья в поле, два боковых лайнсмена и резервный 4й арбитр. 